# Ryota Aoki (fodboldspiller, født 1984)
 For alternative betydninger, se Ryota Aoki. (Se også artikler, som begynder med Ryota Aoki)
Ryota Aoki (født 19. august 1984) er en japansk fodboldspiller.
Han har spillet for flere forskellige klubber i sin karriere, herunder Gamba Osaka, JEF United Chiba, Roasso Kumamoto og Thespakusatsu Gunma.